# Hydraklasse

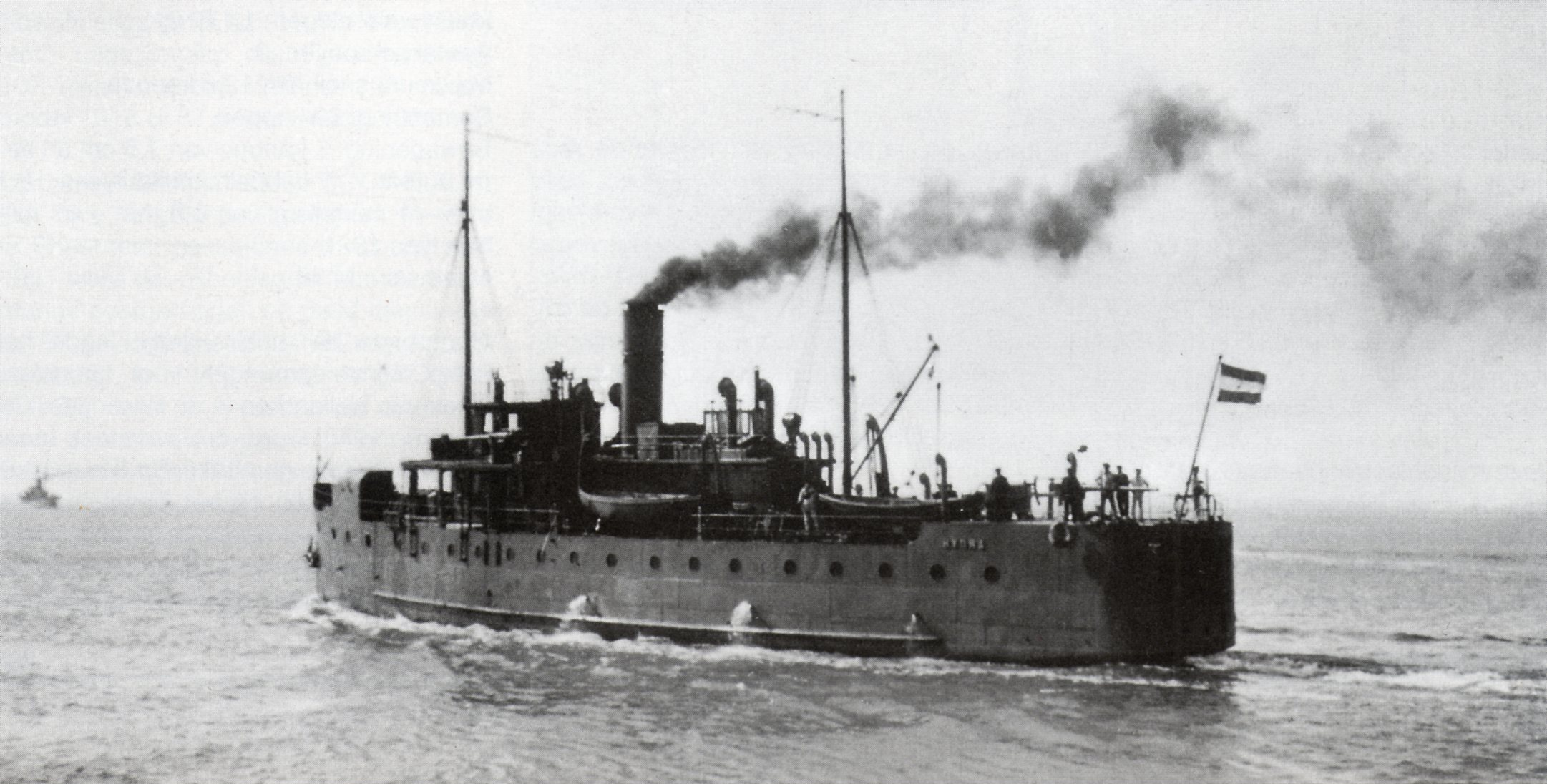
Hr. Ms. Hydra

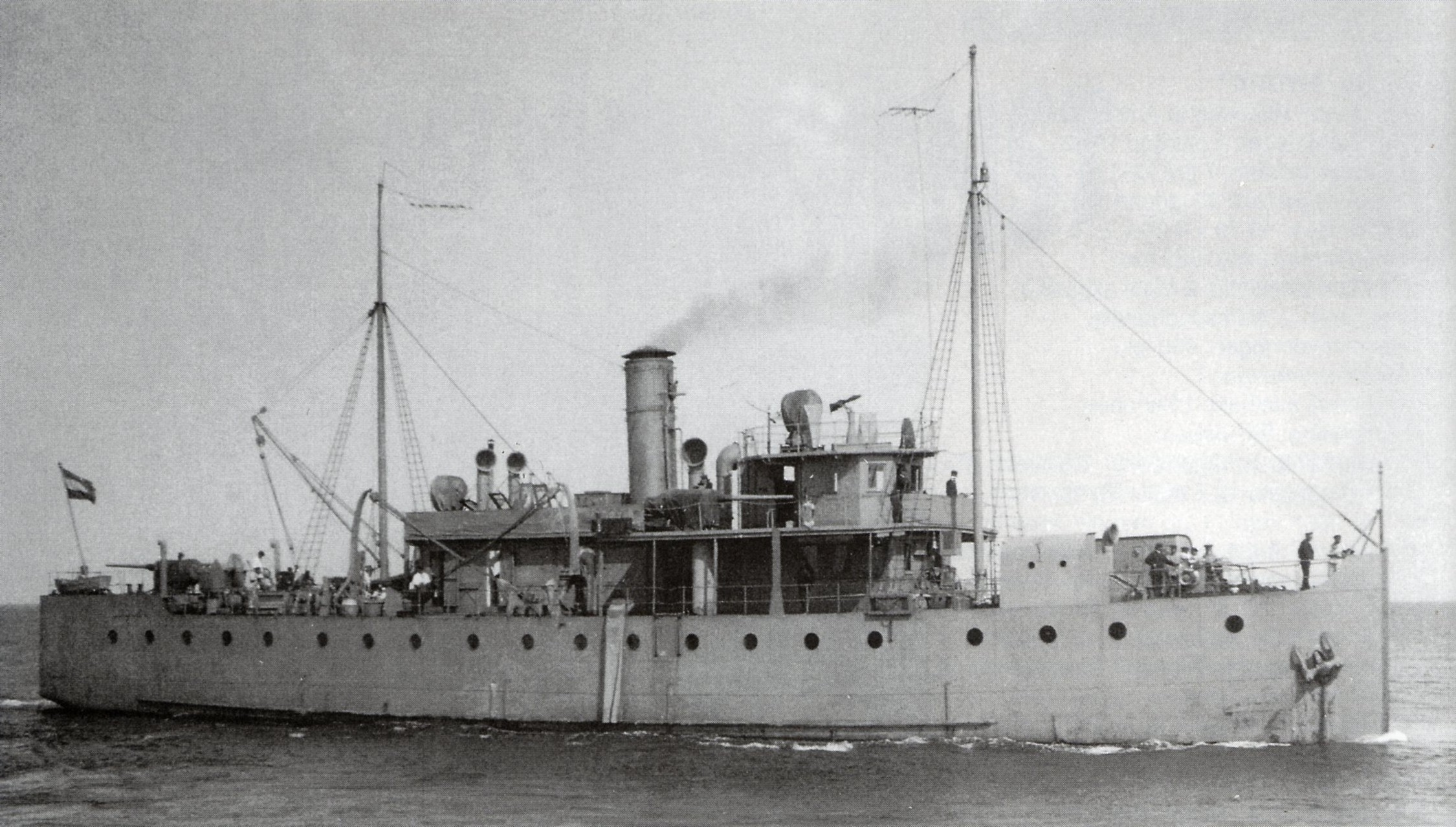
Hr. Ms. Medusa

De Hydraklasse was een Nederlandse scheepsklasse die twee mijnenleggers, de Medusa en de Hydra omvatte. Beide mijnenleggers zijn gebouwd door de Amsterdamse Rijkswerf en waren bedoeld om dienst te doen in zowel de Nederlandse wateren als de wateren van Nederlands-Indië. De bouw van de schepen begon in 1910 en was 25 januari 1912 afgerond toen de Hydra in dienst werd genomen bij de Nederlandse marine. Beide schepen waren, ondanks ze al bijna 30 jaar oud waren, nog in dienst tijdens de Duitse aanval op Nederland in 1940. De Medusa wist uit te wijken naar het Verenigd Koninkrijk waar het functioneerde als accommodatieschip voor de Mijnendienst. De Hydra ging in de meidagen van 1940 verloren in de Zeeuwse wateren nadat het schip vanaf de wal was beschoten met antitankgeschut.

## Schepen
- Hr. Ms. Hydra (1912-1940)
- Hr. Ms. Medusa (1911-1964)

## Technische kenmerken
De schepen van de Hydraklasse hadden de volgende afmetingen: 49,7 × 9,0 × 2,8 meter, de Medusa was 30 cm langer dan de Hydra en had een iets mindere diepgang. De schepen, met een waterverplaatsing van 593 ton, werden aangedreven door twee Werkspoor stoomketels. Als brandstof voor de stoomketels kon 72 ton steenkool door de schepen worden meegenomen. De stoomketels zorgde ervoor dat de schepen een maximale snelheid hadden van 11 knopen haalden. De maximale afstand van 1.440 zeemijlen werd echter gehaald bij een snelheid van 6 knopen. Om de schepen in bedrijf te houden was een bemanning nodig van 59 koppen.

## Bewapening
De standaardbewapening van de schepen van de Hydraklasse waren drie 7,5 cm kanonnen en twee 12,7 mm mitrailleurs. Daarnaast was de Medusa uitgerust met een extra 6,4 mm mitrailleur. Voor het leggen van mijnen kon de Hydra 70 zeemijnen meenemen en de Medusa, omdat het schip iets langer was 73 zeemijnen.